# Isla Vasílievski
La isla Vasílievski (del ruso: Васи́льевский о́стров) es una isla en San Petersburgo, Rusia, rodeada por los ríos Bolshaya Nevá y Málaya Nevá (en el delta del río Nevá) en el sur y noreste, y por el golfo de Finlandia, en el oeste. La isla Vasílievski está separada de la isla Dekabrístov por el río Smolenka. Juntos forman el territorio del Distrito de Vasileostrovsky, una división administrativa de San Petersburgo.

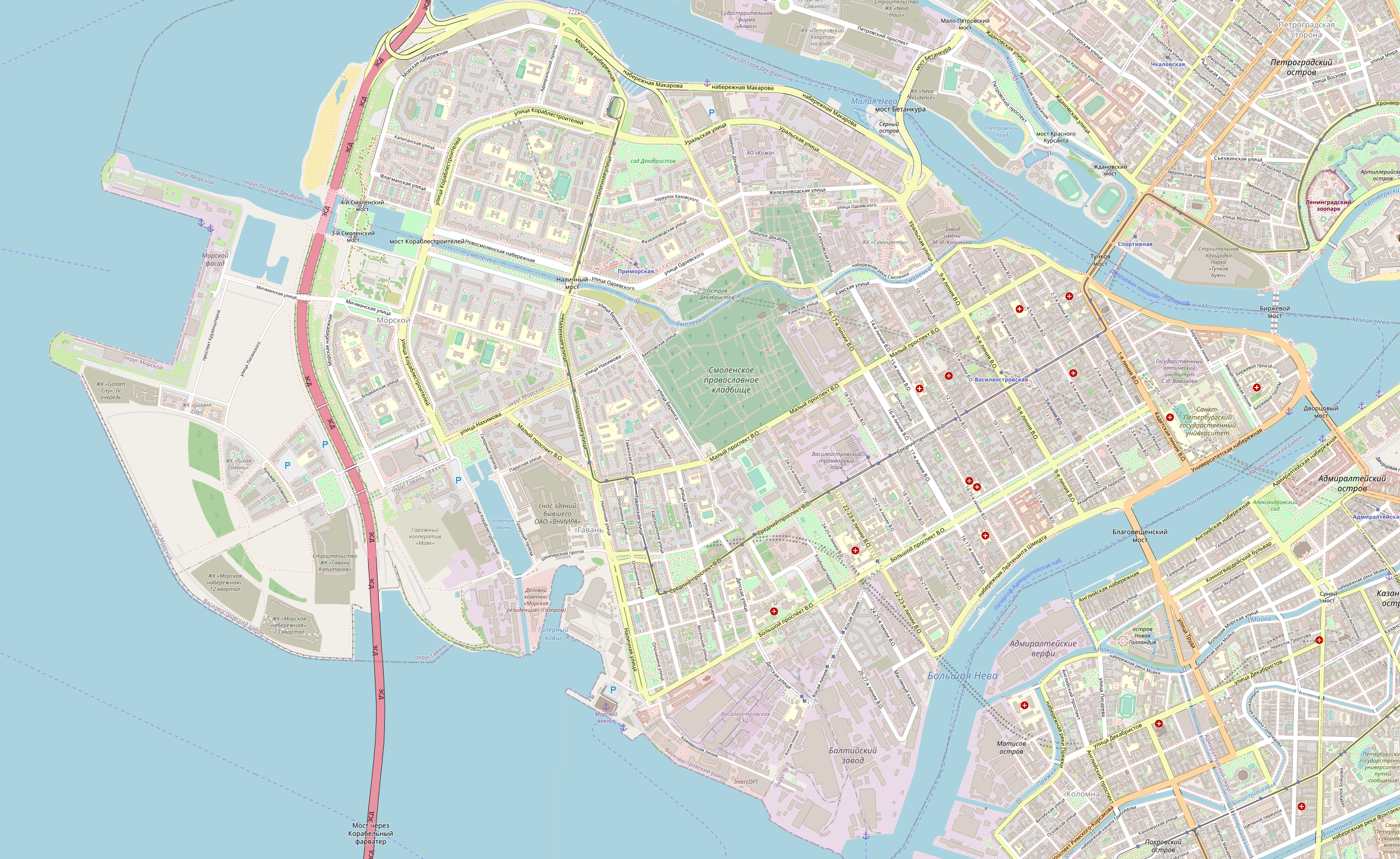
Mapa de la isla Vasílievski en San Petersburgo.

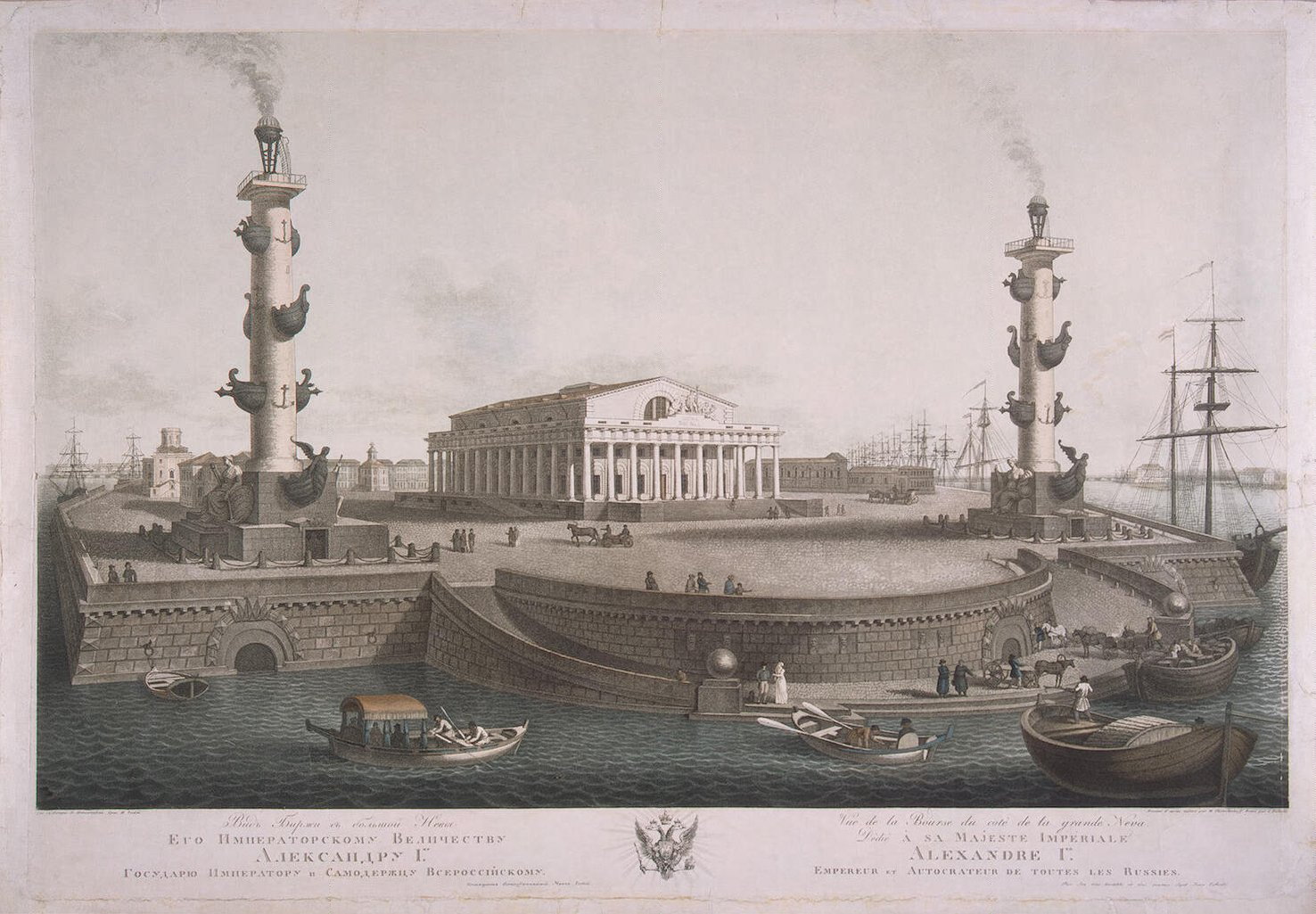
Vista de la isla (1810)

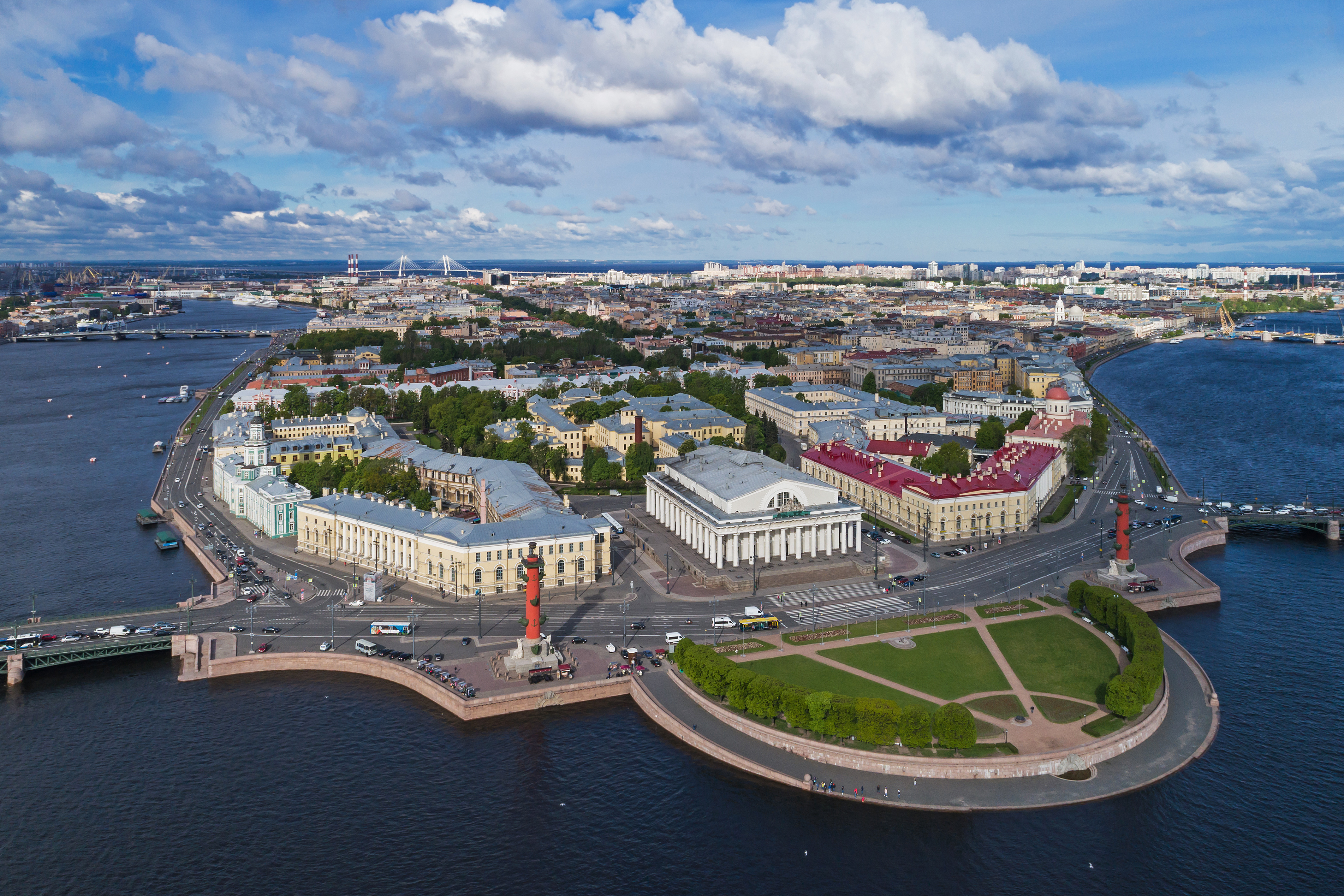
Vista aérea de la isla Vasílievski.

Situado justo al otro lado del río desde el Palacio de Invierno, constituye una gran parte del centro histórico de la ciudad. Dos de los más famosos puentes de San Petersburgo, el Puente del Palacio y el Puente Blagovéshchensky, conectan con el continente al sur. El Puente Birzhevoy y el de Tuchkov a través del Malaya Nevá conectan la isla con la de Petrogradsky. La isla Vasílievski cuenta con las estaciones Vasileóstrovskaya y Primórskaya del Metro de San Petersburgo (línea 3). También hay líneas de tranvía.

## Toponimia
Los hablantes de ruso entienden el nombre de la isla como un adjetivo posesivo formado a partir del nombre propio masculino ruso Vasili (Basilio), o posiblemente del apellido Vasíliev (derivado de "Vasili").
Hay varias versiones sobre quién fue el Vasili original, aunque pueden ser producto de una falsa etimología, como el nombre ruso de la isla puede, de hecho, ser una corrupción de su anterior nombre sueco o finlandés, ya que la isla se había mostrado debajo de ellos en los mapas de Suecia antes de que su actual historia en Rusia comenzase después de la Gran Guerra del Norte.
El primer registro ruso de la isla, del que se tenga constancia, se encuentra en un libro de registro del año 1500 sobre una encuesta topográfica (Pistsóvaya kniga) de la pyatina de los votios (Vódskaya Pyatina) de la República de Novgorod.

## Topografía
Geográficamente, la isla se compone de dos partes principales. El sur y el este de la isla fueron las primeras zonas en urbanizarse, con edificios en su mayoría del siglo XIX. Los solares del sur, puesto que la Universidad de San Petersburgo se encuentra en su parte occidental, contienen algunos de los edificios más antiguos de la ciudad, que data del siglo XVIII. Esa parte de la isla se caracteriza por su cuadrícula rectangular de calles, originalmente destinadas a ser canales, como en Ámsterdam, y tres grandes vías públicas longitudinales llamadas prospekts, Bolshói (Grande), Srédniy (Intermedio) y Maly (Pequeño), que discurren aproximadamente de este a oeste, y con cerca de 30 transversales Línii (Líneas), formando unos 15 calles numeradas dispuestas perpendicularmente de sur a norte. La isla cuenta con calle más estrecha de la ciudad, que lleva el nombre del artista Iliá Repin.

## Monumentos históricos
La punta más oriental de la isla, denominada Strelka, literalmente "flecha", es un cordón litoral. Cuenta con una serie de museos, con la Antigua Bolsa de San Petersburgo, y con dos monumentales columnas rostrales. Es una atracción turística popular. Los edificios que bordean el dique de la Universitétskaya a lo largo de Bolshaya Nevá incluyen la Kunstkamera, los Doce Colegios, el Palacio Ménshikov, la Academia de Ciencias de Rusia y la Catedral de San Andrés. Todos estos edificios datan del siglo XVIII. En el centro de la isla hay un Museo del Transporte Eléctrico. Otro de los notables atractivos recientes es una animada plataforma flotante musical, inaugurada con motivo del tricentenario de la ciudad, causó cierta controversia, ya que obstaculizaba parcialmente uno de los más famosos panoramas turísticos ciudad, la vista de la fortaleza de San Pedro y San Pablo desde el Puente de Palacio. No se ha puesto de nuevo en este lugar, y se utiliza en otros emplazamientos.
En contraste con las zonas terraplenadas del Nevá en el centro histórico, la parte occidental de la isla se desarrolló mucho más tarde, a finales de la época soviética, y tiene los típicos bloques de apartamentos soviéticos. Un monumento a Vasili, el legendario militar de las tropas de Pedro I comandante de la batería de artillería local al que la isla puede deber su nombre, fue inaugurado en 2003.
Los principales edificios de la Universidad Estatal de San Petersburgo se encuentran en la isla e incluyen los Doce Colegios diseñados por Domenico Trezzini (1722-44) y el antiguo palacio de Pedro II de Rusia.

## Galería de Imágenes
|  |
|  |

|  |
|  |

|  |
|  |

|  |
|  |

|  |
|  |

|  |
|  |

|  |
|  |

|  |
|  |

|  |
|  |

|  |
|  |

|  |
|  |

|  |
|  |

|  |
|  |

|  |
|  |

|  |
|  |

|  |
|  |

|  |
|  |

|  |
|  |

|  |
|  |

|  |
|  |

|  |
|  |

|  |
|  |

|  |
|  |

|  |
|  |

|  |
|  |

|  |
|  |

## Economía, ciencia y cultura

### Ciencia y educación
La isla ha sido simultáneamente durante los últimos siglos cuna de vida académica y de diversas industrias.
Sus instalaciones de aprendizaje han incluido la Academia Imperial de Ciencias, con su abundante biblioteca; la Universidad Estatal de San Petersburgo; la Academia Militar y el Cuerpo de Cadetes Navales; y, entre los más recientes, la Academia de la Función Pública (ahora denominada Instituto del Noroeste de la Academia Presidencial Rusa de la Economía Nacional y de la Administración Pública). Muchos de ellos ocupan tradicionalmente edificios que son monumentos históricos (por ejemplo, el Instituto de Minería de San Petersburgo).
La Academia Rusa de Ciencias, con sus ramas siempre ha tenido en su cuna -la isla- muchas de sus instituciones de investigación. Se incluyen los institutos siguientes: Edafología; Zoología; Óptica; Fotografía Aérea; Geología y Paleontología; Polímeros; Etnografía y Antropología; Fisiología; Química; y de Materiales Ignífugos. Los manuscritos y archivos de destacados escritores rusos de todas las épocas se mantienen en el posiblemente más conocido de estas instituciones: el Instituto de Literatura Rusa, también conocido como "Casa Pushkin".
Varios de ellos tienen museos, algunos de los cuales están abiertos al público en general, sin necesidad de reserva (como la Kunstkamera y el Museo Zoológico del Instituto Zoológico de la Academia Rusa de Ciencias), o con ella (como el Museo Literario de la Casa Pushkin, o el de la Academia Rusa de Ciencias Agrícolas).

### Industrias
La isla, al igual que muchas otras áreas situadas alrededor del centro de la ciudad, han alojado una serie de industrias y fábricas bien desarrolladas, que van desde la construcción naval a la fabricación de pianos, pasando por la confección de pan industrial.
En plena era posindustrial, una serie de edificios de antiguas fábricas se han reconvertido a otros usos, como la antigua Fábrica de Pianos Jacob de Becker.
El suministro de energía a muchas instalaciones industriales y viviendas en la isla es proporcionada por una central térmica de cogeneración.
Uno de los tres grandes astilleros de San Petersburgo es Baltiyski Zavod (Балтийский завод en ruso; Astilleros del Báltico). Habiendo tenido en los últimos años algunas dificultades financieras, ahora se están recuperando (2010). Hay planes de desarrollo privados para reubicar la fábrica de Kronstadt y dar paso a planes de desarrollo para la construcción de viviendas.
Algo similar sucede con la antigua Planta de Acero Laminado Staleprokátny Zavod (Сталепрокатный завод en ruso), actualmente conocida como "Fábrica de Aleaciones de Fundición de Precisión de San Petersburgo" (Peterburgski zavod pretseziónnyj splávov).
Hasta hace poco, todas las estaciones del Metro de San Petersburgo, así como los de todos los sistemas ferroviarios subterráneos de la antigua Unión Soviética contaban  con escaleras mecánicas fabricadas desde la década de 1950 en una instalación local llamada "Zavod Eskalátor", ahora conocida como LATRES (Abbr. ЛАТРЭС en ruso). Ahora se fabrican escaleras mecánicas y pasillos rodantes para centros comerciales de toda Rusia.
Un productor importante de cables de alimentación y de señales eléctricas es Sevkábel. Tradicionalmente era una rama derivada de la metalurgia, ahora esta industria también incluye la producción de fibra óptica.
Electrónica de consumo y para la marina se han diseñado y producido en las numerosas instalaciones de la isla, siendo una de ellas la planta nacionalizada de Siemens & Halske, dedicada a la producción de televisores en color. Ahora pertenece al grupo Ráduga.
Como cualquier otro distrito de San Petersburgo, en la época soviética, la isla ha tenido su propia panadería industrial, de nombre Jlebozavod (хлебозавод en ruso) Vasileóstrovski jlebozavod, posteriormente subsidiaria del Grupo Fazer.